# Lanțetă

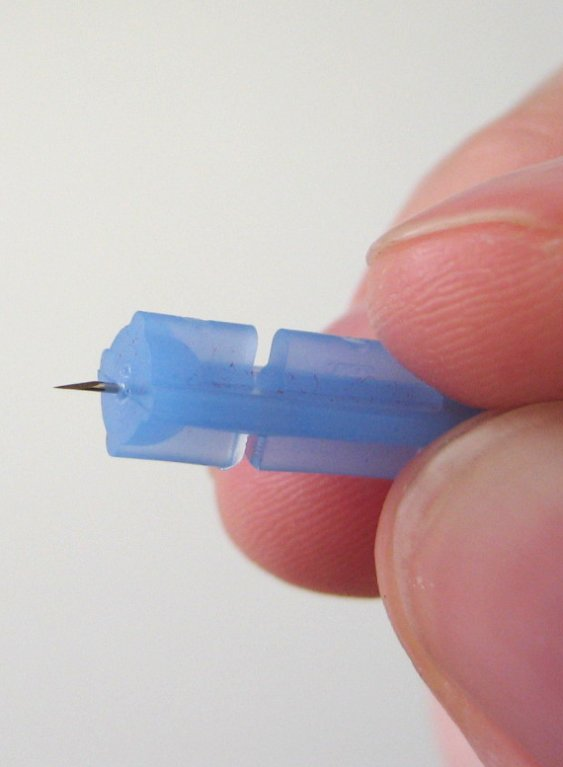
Lanțetă

Lanțeta este un instrument chirurgical prevăzut cu o lamă foarte ascuțită, cu două tăișuri, care se folosește la vaccinări, incizii sau unele recoltări de probe de sânge din vasele capilare.